# Apostolische Konstitution
Eine apostolische Konstitution (lateinisch Constitutio apostolica) ist in der römisch-katholischen Kirche ein Erlass eines Konzils, des Papstes oder eines Behördenleiters beim Heiligen Stuhl, in dem ein bestimmter Sachverhalt des Kirchenrechts geregelt wird. Apostolisch bedeutet hier „päpstlich“ und Konstitution bezeichnet in dieser Verwendung einen Erlass.

## Anliegen, theologische und kirchenrechtliche Bedeutung
Die Bestimmungen einer Konstitution sind kirchliche Gesetze (wie das Motu proprio) und daher verbindlich und verpflichten auf Glaubensgehorsam, sofern ein Glaubensgegenstand gelehrt wird. Sie betreffen oft eine bestimmte Region oder einen bestimmten Personenkreis. In der derzeitigen Rechtsetzungspraxis des Heiligen Stuhls werden Gesetze, Rechtserlasse und Verwaltungsakte des Papstes und der Leiter der Dikasterien der Römischen Kurie als Constitutio Apostolica bezeichnet.
In einer apostolischen Konstitution erhebt der Gesetzgeber in bestimmten Fällen auch den Anspruch auf Unfehlbarkeit, wenn ein Dogma von einem ökumenischen Konzil zusammen mit dem Papst oder vom Papst allein ex cathedra ausdrücklich und unter Hinweis auf die Amtsvollmacht und den Willen, diese anzuwenden, definiert wird. So wurde z. B. die Aufnahme Mariens in den Himmel von Pius XII. mittels der apostolischen Konstitution Munificentissimus Deus als Dogma definiert. Ein Beispiel für eine Konzilsdefinition durch eine apostolische Konstitution ist die Lehre, dass das Bischofsamt die Fülle des Weihesakramentes darstellt und kollegial zusammen mit und unter dem Papst ausgeübt wird. In allen Fällen haben apostolische Konstitutionen gemäß can. 7 ff. CIC stets Gesetzeskraft.

## Konzilskonstitutionen
Das Zweite Vatikanische Konzil verabschiedete neben mehreren Dekreten und Erklärungen vier Konstitutionen, die unter den Konzilsbeschlüssen den höchsten Stellenwert haben:
- die Dogmatische Konstitution über die heilige Liturgie Sacrosanctum Concilium
- die Dogmatische Konstitution über die Kirche Lumen gentium
- die Dogmatische Konstitution über die Göttliche Offenbarung Dei verbum
- die Pastoralkonstitution über die Kirche in der Welt von heute Gaudium et spes

## Konstitutionen seit dem Zweiten Vatikanischen Konzil
Bedeutend sind aus jüngerer Zeit unter anderem die apostolische Konstitution Universi Dominici gregis über die Papstwahl, die apostolische Konstitution Ex corde ecclesiae über die katholischen Universitäten oder die apostolische Konstitution Fidei depositum über den Katechismus, alle wurden von Papst Johannes Paul II. verfasst.